# Giacomo Galanda
Giacomo Galanda (* 30. Januar 1975 in Udine) ist ein ehemaliger italienischer Basketballspieler.

## Werdegang
Galanda wurde dreimal italienischer Meister und einmal Pokalsieger.
Er bestritt 216 Länderspiele für Italien, in denen er insgesamt 1438 Punkte erzielte. 1999 wurde er Europameister und gewann 2004 Olympiasilber. Bei den Olympischen Spielen in Athen erzielte er im Schnitt 10,4 Punkte sowie 4,2 Rebounds je Begegnung. Er war ebenfalls im Jahr 2000 Olympiateilnehmer, 1998 gehörte Galanda Italiens Weltmeisterschaftsaufgebot an. Er nahm an den EM-Schlussrunden 1999, 2001, 2003 und 2005 teil.
Nach seinem Rücktritt als Spieler blieb Galanda bei Pistoia Basket 2000 und wurde Manager.

## Erfolge

### Verein
- Italienischer Meister 1999, 2000, 2004
- Italienischer Pokalsieger 1998

### Nationalmannschaft
- . Platz bei der Basketball-Europameisterschaft 1999 in Frankreich
- . Platz bei den Olympischen Spielen 2004 in Athen
- . Platz bei der Basketball-Europameisterschaft 1997 in Spanien
- . Platz bei der Basketball-Europameisterschaft 2003 in Schweden